# Русские Адам-Учи
Русские Адам-Учи (удм. Ӟуч Адам-Учи) — село в составе Каменского сельского поселения Граховском районе Удмуртии, на реке Адамка.

## История
В 1859 году в деревне находилось сельское управление и в 31 дворе проживало 343 жителя.
В 1874 году в селе построена церковь и в 1875 году освящена в честь Святых Апостолов Петра и Павла. До 1880 года церковь считалась приписною к церкви села Грахова. Приход открыт по Указу Священного Синода от 26 ноября 1891 года. В 1895 году в селе открыта двухкомплектная церковно-приходская школа. Церковь закрыта на основании Указа Президиума Верховного Совета УдАССР от 1 августа 1940 года.
До 1921 года деревня входила в состав Граховской волости Елабужского уезда (с 1921 года — Можгинского уезда). С 1924 по 1954 годы в селе располагался административный центр Русско-Адамучинского сельсовета, в состав которого входили деревни: Средние Адам-Учи, Нижние Адам-Учи, Котловка, Липовка и Осиновка. В 1954 году Русско-Адамучинский сельсовет был ликвидирован и присоединён к Граховскому сельсовету. В результате реформы местного самоуправления 2004 года, Граховский сельсовет был разукрупнён и село вошло в состав вновь образованного Каменского сельского поселения.

## Улицы
- улица Колхозная
- улица Молодёжная
- улица Речная